# Uroleucon vancouverense
Uroleucon vancouverense är en insektsart som beskrevs av Robinson 1985. Uroleucon vancouverense ingår i släktet Uroleucon och familjen långrörsbladlöss. Inga underarter finns listade i Catalogue of Life.